# زمین‌لرزه ۱۷۵۵ لیسبون
زمین‌لرزه ۱۷۵۵ لیسبون که همچنین از آن به عنوان زلزله بزرگ لیسبون یاد می‌شود، زلزله‌ای بود که در پادشاهی پرتغال در روز شنبه یک نوامبر ۱۷۵۵ برابر با تعطیلی عید مقدسان در ساعت ۹:۴۰ رخ‌داد. این زمین‌لرزه و سونامی‌های متعاقب آن و آتش‌سوزی پدیدآمده در اثر آن، لیسبون پایتخت پرتغال و به خصوص ساحل لیسبون را ویران ساخت و یک سوم جمعیت آن را از میان برد. در این زلزله ۶۰ تا ۱۰۰ هزار نفر کشته شدند. پس از این زلزله، مارکی دو پومبال، صدراعظم پرتغال در تمام کشور تحقیقی را در مورد پیش نشانه‌های زلزله در پیش گرفت. این نخستین بار بود که برای بروز زمین لرزه‌ها به جستجوی یک توضیح علمی می‌پرداختند.
این زمین‌لرزه اثرات گسترده‌ای بر زندگی مردم و روشنفکران اروپایی داشت.

## جستار های وابسته
زمین لرزه 1960 والدیویا